# Беглік-Таш

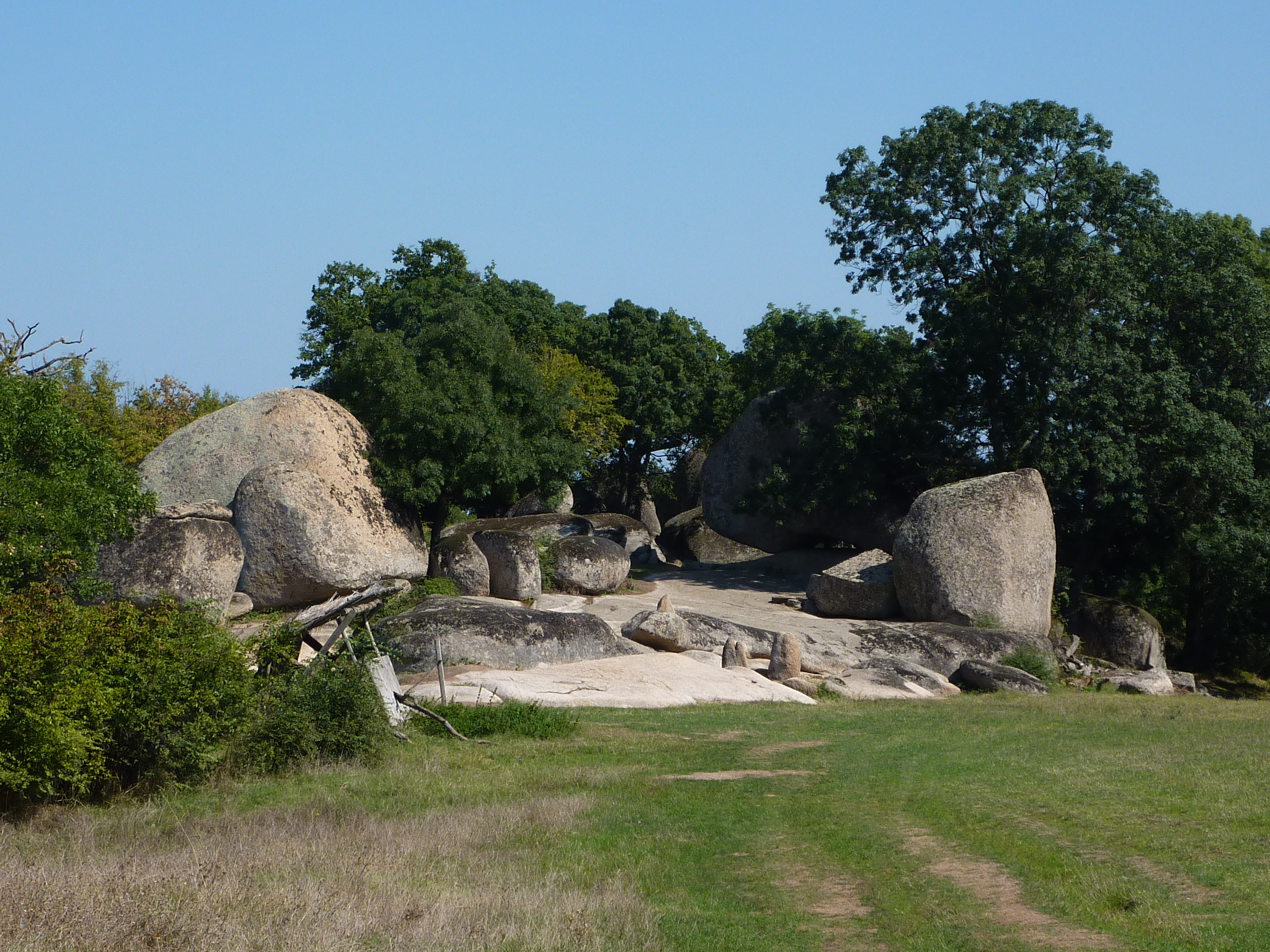
Вид на Беглік-Таш.

Беглік-Таш (болг. Беглікташ) — давнє фракійське скельне святилище, розташоване на південному узбережжі Чорного моря в Болгарії, за декілька кілометрів від міста Приморсько. Знаходиться на відрогах Маслен Нос, на висоті близько 210 метрів над рівнем моря. Виявлено 2003 року. Площа: близько 6 га. Мегаліти частково оброблені руками людини.
Відповідно до проведених досліджень, діяльність людини в цьому святилищі відбувалася з кінця бронзової доби (XIII століття до н. е.). Тут були знайдені залишки фундаментів жител, культових вогнищ. У Беглік-Таші проводилися обряди, пов'язані з культом богині родючості.